# II. István magyar király
II. István (németül: Stephan II., angolul: Stephen II.) - (Székesfehérvár, 1101 – Székesfehérvár, 1131. március 1.) Magyarország és Horvátország királya 1116 és 1131 között. 1105-től 1116-ig ifjabb király, 1105 és 1119, valamint 1124 és 1125 között Dalmácia királya. Apja Könyves Kálmán király, anyja Kálmán első felesége, Felícia királyné, szicíliai normann hercegnő.
Uralma konfliktusokkal volt terhes. Elvesztette Dalmáciát, emellett az orosz fejedelemségekkel szembeni hadviselése sem volt sikeres; ezzel szemben az 1127–1129-es magyar-bizánci háborúban sikereket ért el és az uralma megdöntésére irányuló törekvéseket is letörte. A háborús konfliktusok mellett életét a trónörökös hiánya is megnehezítette, halála után így kerülhetett a Kálmán által uralkodásra alkalmatlanná tett Vak Béla fejére a korona. Későbbi megítélése emiatt nagyon negatív volt, pedig uralkodása összességében sikeresnek mondható. Amit magyar királyként a korszak viszonyai közepette elérhetett, azt jórészt el is érte.

## Gyermekkora
István neveltetéséről nincs semmilyen információ. Semmi jel nem mutat arra, hogy a széles körű műveltségéről ismert apa fiát a magáéhoz hasonló színvonalú oktatásban részesítette volna. Kálmán az 1105-ös győzelmes dalmáciai hadjárata után ifjabb királlyá koronáztatta a gyermeket, ezzel egyértelművé akarta tenni, hogy Álmos herceg ellenében fiát tekinti törvényes örökösének. Álmos ezután fokozta a korona megszerzésére irányuló erőfeszítéseit, ami 1115 körül az ő és fia, a későbbi II. Béla király megvakításához vezetett. Kálmán kegyetlen tette hatásosnak bizonyult, mert 1116. február 3-án történt halála után néhány nappal Lőrinc esztergomi érsek Székesfehérváron királlyá koronázta Istvánt.

## Külpolitikai nehézségek
II. István kedvezőtlen külpolitikai helyzetben vette át a hatalmat. A Német-római Birodalomban még az az V. Henrik volt hatalmon, aki 1108-ban hadjárattal támogatta Álmos herceget. A magyar–német viszonyt súlyosbította, hogy II. István az invesztitúraharcban apjához hasonlóan a pápa oldalán állt. (Ezt az is bizonyítja, hogy az 1120-as évek elején István feleségül vette Róbert cápuai normann herceg leányát. A frigy bizonyosan II. Kallixtusz pápa közvetítésével jött létre, mert a normann fejedelemség a pápa leghűségesebb támogatója volt a császárság elleni harcban.) A magyar–cseh viszony 1108-ban romlott meg, mert az akkori cseh herceg részt vett V. Henrik hadjáratában. Kálmán déli hódítása – elsősorban Dalmácia – Velencével állította szembe a Magyar Királyságot. István trónra lépésekor már fegyveres harc folyt Velencével Dalmáciában, ezért a magyar külpolitika a magyar–cseh viszony javításával kívánt kitörni az elszigeteltségből.

## Az Olsava menti csata
II. István és I. Vladisláv cseh fejedelem a magyar-morva határon az Olsava folyónál kezdte meg béketárgyalásait, amikre mindkét uralkodó seregeivel vonult fel. Az eseményekről cseh és magyar forrás is beszámol. A két tudósítás nem mindenben fedi egymást, de annyi bizonyos, hogy a nagy bizalmatlanság miatt nem egyeztek meg. Ehelyett 1116. május 13-án véres csata támadt, amelyben II. István serege vereséget szenvedett. A kortárs krónikás Prágai Kozma – az augsburgi csatára célozva – azt jegyezte fel, hogy annyi magyar „pusztult ott el, amennyi még a Lech folyó mentén sem veszett oda”. István első külpolitikai akciója tehát kudarccal végződött, a magyar-cseh viszony ellenséges maradt. II. István később sorra fogadta be a nem sokkal később kitörő cseh trónharcok emigránsait.

## Harc Dalmáciáért

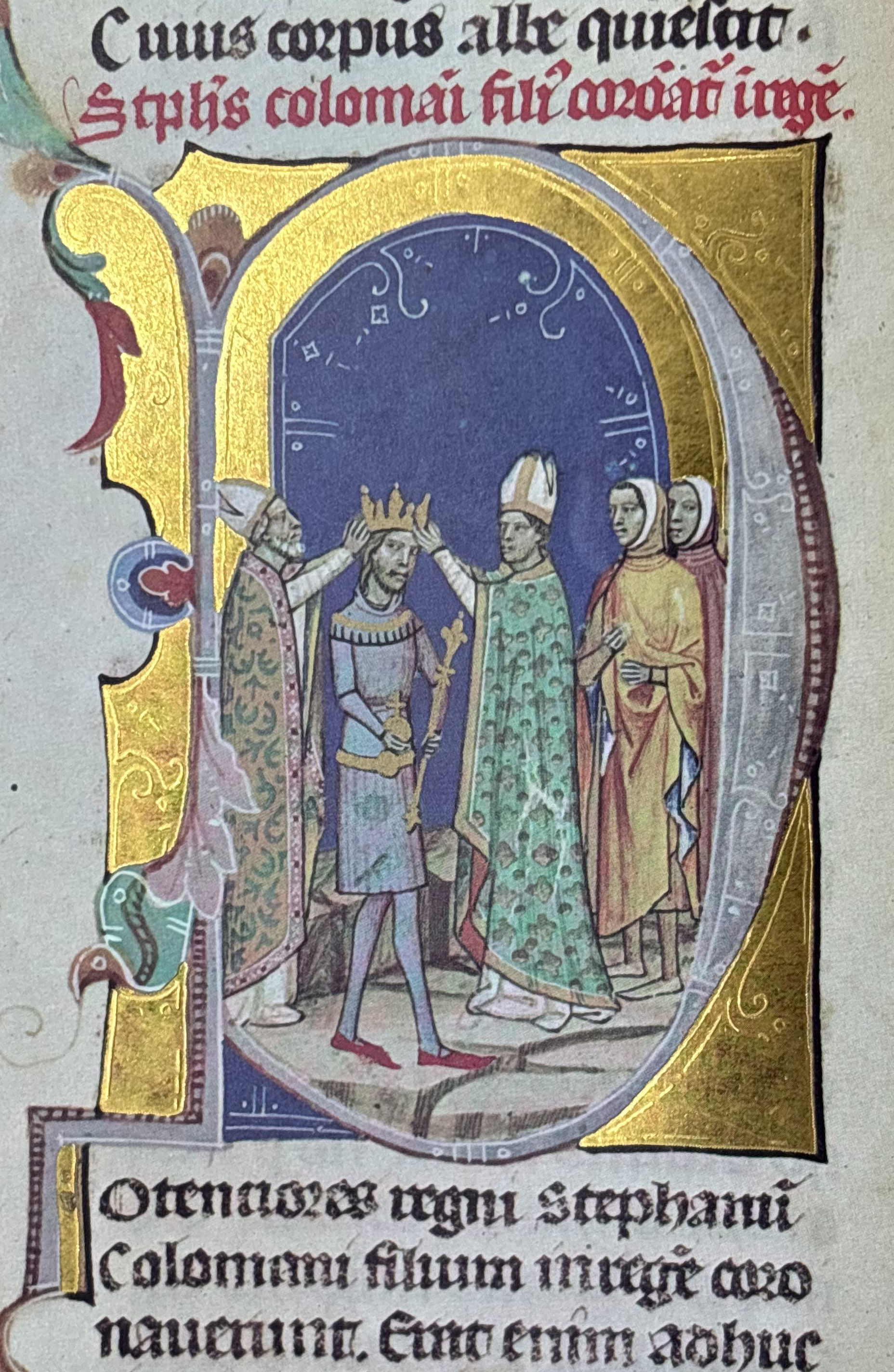
II. István koronázása Székesfehérváron. Miniatúra a képes krónikából

Ordelafo Faliero velencei dózse még Kálmán életében, 1115 augusztusában akcióba lépett a magyar uralom alatt álló dalmát területek megszerzése érdekében és ez részben sikerült is neki. Következő, 1116 májusában indított támadásához már V. Henrik német-római és I. Alexiosz bizánci császár politikai támogatását is megnyerte. A velenceiek 1116. június 29-én Zára mellett vereséget mértek a Kledin bán vezette magyar hadakra, Spalatóból pedig a város polgárai űzték ki a magyarokat, így egész Dalmácia a dózse kezére került.
Velence bizánci és német támogatása nem jelentette egyúttal a két császárság magyarellenes szövetségét, csak azt, hogy itáliai ellentéteik mindkét hatalom szerette volna megnyerni Velence támogatását. Ennek következménye a bizánci-magyar viszony megromlása lett. A Magyar Királyság nem könnyen adta fel Kálmán hódításait. A következő években Kledin bán több, váltakozó sikerű hadjáratot vezetett a velenceiek ellen. 1118-ban a dózse is elesett egy újabb, Zára melletti csatában, de az utódával, Domenico Michiellel 1119-ben kötött ötéves béke Velence dalmáciai uralmát szentesítette. 1124-ben, a bizánci-velencei háború idején II. István Zára kivételével újra elfoglalt minden, előzőleg magyar uralom alá vetett területet, de az 1125 tavaszán visszatért velencei hajóhad visszaállította a velencei fennhatóságot. Ezután dalmáciai területek csak II. Béla uralkodása idején kerültek magyar fennhatóság alá.

## Háború az orosz fejedelemségekkel
István apja külpolitikáját követte abban is, hogy 1123-ban beavatkozott az orosz fejedelmek belviszályába. Az egyesítésre törekvő Vlagyimir Monomah nagyfejedelemmel – Kálmán volt apósával – szemben a magyar király a volhiniai Vlagyimirból elűzött Jaroszlav fejedelmet támogatta. Az István vezetése alatti magyar seregek már megkezdték Vlagyimir ostromát, amikor Jaroszláv váratlanul meghalt. István ezután is folytatni akarta az ostromot, de a királyi tanács tagjai úgy döntöttek, hogy nem harcolnak tovább, ha az uralkodó nem vonul vissza, hazatérnek és új királyt választanak. István kénytelen volt meghátrálni. Az esemény már előrevetíti, hogy a külügyekben elszenvedett kudarcok miatt Istvánnak hamarosan belpolitikai nehézségei is lesznek.

## Belpolitikai problémák

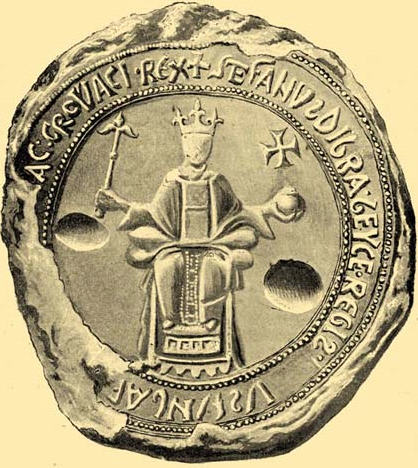
II. István királyi pecsétje

A sorozatos kudarcok miatt a magyar főurak egy jelentős része elégedetlen volt a király uralmával és – más jelölt hiányában – a vak Álmos herceg mellé állt. Az egyházi vezetők körében is népszerűtlen volt II. István, mert – ebben is folytatva apja politikáját – nem tett jelentős alapításokat. 
Mindezek következtében 1125-26 körül Álmos elég erősnek érezte támogatóit, hogy ismételten megkísérelje a főhatalom megszerzését. Közelebbről nem ismert események után azonban a herceg akcióját ezúttal sem kísérte szerencse és Álmos Bizáncba, Béla Pécsváradra menekült. Az események meggyőzték Istvánt és támogatóit arról, hogy uralmuk fenntartása érdekében jelentős fordulatra van szükség, elsősorban a külpolitikában.

## Fordulat a magyar külpolitikában
Az 1122. szeptember 23-án megkötött wormsi konkordátum hosszú időre véget vetett a pápaság és a császárság küzdelmének. Ez jótékony hatással volt a magyar külpolitika lehetőségeire, mert módot adott arra, hogy Magyarország egyformán jó kapcsolatot tartson mindkét hatalommal. II. István 1126 őszén személyesen találkozott I. Szobeszláv cseh fejedelemmel, és rendezték a két ország viszonyát. A magyar–cseh viszony ezután több évtizedig jó volt. 1126 körül a salzburgi érsek közvetítésével létrejött a magyar–osztrák megbékélés is. A nyugati megbékéléssel párhuzamosan azonban egyre jobban kiéleződtek a magyar–bizánci ellentétek.

## HáborúBizánccal

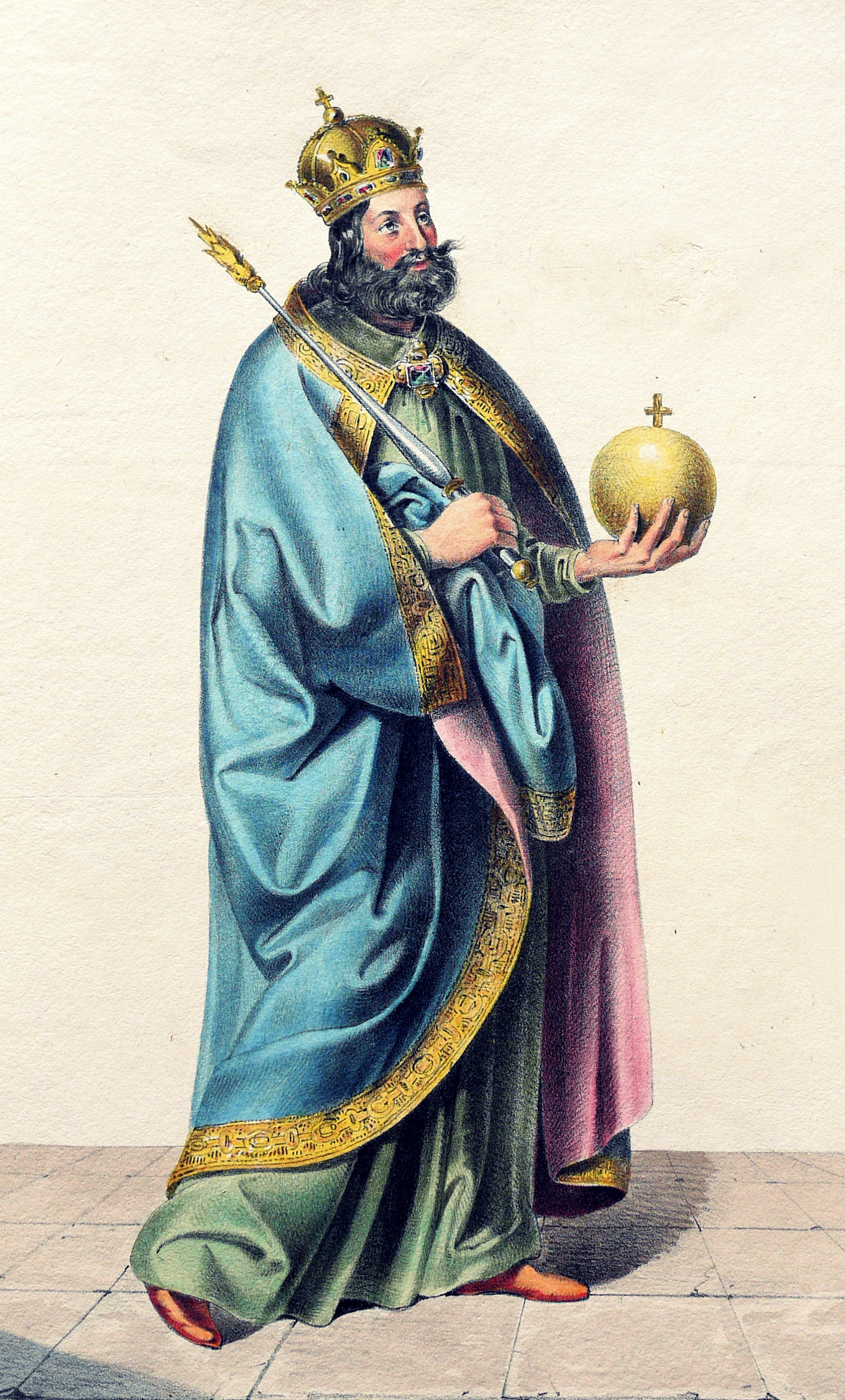
Moritz von Schwind festménye Josef Kriehuber litográfiája nyomán

Bizánc és a Magyar Királyság kapcsolatai 1116-ban romlottak meg, amikor I. Alexiosz a dalmáciai háborúban Velencét támogatta. Bizánc ettől kezdve a magyar kereskedők munkáját is megnehezítette. A háborúhoz vezető közvetlen okot az adta, hogy Álmos herceget II. János bizánci császár országába fogadta. István arra számított, hogy Álmos bizánci hadak élén fog királyságára törni és mindenképpen el akarta érni, hogy  kiutasítsák a görög területről. A császár és a király között Piroska, Szent László leánya próbált közvetíteni. Sikertelenül. Az 1127-1129 között folyó magyar-bizánci háború célja nem területek szerzése volt, hanem egymás területének dúlásával próbálták a felek akaratukat a másikra kényszeríteni. Először István támadott 1127 nyarán. Előzőleg, mivel gyermeke még nem született hivatalos örökösévé tette Sault, nővére fiát. István elfoglalta, majd lerombolta Belgrádot, majd Szófián át Filippupoliszig (Plovdiv) hatolt. Közben, 1127. szeptember 1-jén Álmos herceg meghalt, de ez nem jelentette az ellenségeskedések beszüntetését, mert 1128-ban a császár óriási erővel vonult Magyarország ellen. A magyar csapatok Haram vára mellett súlyos vereséget szenvedtek. A bizánciak ezután feldúlták és teljesen kifosztották a Szerémséget, majd visszavonultak.
1128 végén István szövetséget kötött a Bizánc ellen függetlenségi harcot kezdő szerbek fejedelmével I. Urossal. A császár 1129-ben leverte a szerbek felkelését, de a hátában megjelenő cseh és magyar csapatok túlereje ellen már nem vette fel a harcot. A háború így 1129 végén békekötéssel zárult, amely visszatérést jelentett a háború előtti területi és politikai állapothoz.

## Újabb belpolitikai problémák, István halála
Már folyt a magyar-bizánci háború, amikor az István uralkodásával elégedetlen főemberek – a források szerint Bors ispán és Iván személyében (feltehetően két főúri csoportosulásról van szó) – ellenkirályokat választottak. A király megmaradt hívei segítségével azonban kegyetlenül leverte a lázadást.
A király 1128-29 táján értesült arról, hogy megvakított unokatestvére életben van. István kibékült Bélával, Tolnán letelepítette, királyi rokonhoz méltó ellátást biztosított neki, és a szerbekkel kötött szövetség megpecsételéseként feleségül kérte számára I. Uros leányát, Ilonát. Nem igazolható krónikáink azon állítása, hogy Bélát István örökösévé tette volna, a kinevezett trónörököse Saul herceg volt. István csak arra számított, hogy megrendült hatalmát Béla híveinek megnyerésével újra megszilárdíthatja. Ez sikerült is, mert uralmát többé nem veszélyeztette lázadás. A sorozatos kudarcok István egészségét is kikezdték. Egyes feltételezések szerint, amelyek Thuróczy János krónikájának tudósítására épülnek, a király néhány héttel a halála előtt lemondott a trónról.
Hosszú betegeskedés után alig harmincévesen, vérhasban halt meg. Kívánsága szerint Váradon, az általa alapított, az idők viharában elpusztult premontrei monostorban temették el, nyughelye és maradványai máig azonosítatlanok.